# Kagering
Kagering ist ein Gemeindeteil von Rehling im schwäbischen Landkreis Aichach-Friedberg in Bayern. Die Einöde liegt circa drei Kilometer südwestlich von Rehling.

## Geschichte
Im Jahr 1883 errichteten Xaver Lechner und seine Frau Kreszenzia im Lechfeld den Kageringer Hof. Als Baumaterial wurde die erste Schule aus dem 17. Jahrhundert verwendet.